# Patty et Selma Bouvier
Pour les articles homonymes, voir Bouvier.
Patty et Selma Bouvier (voix originale prêtée par Julie Kavner) sont deux personnages fictifs de la série animée télévisée Les Simpson. Ce sont les grandes sœurs jumelles cyniques et fumeuses invétérées de Marge. Patty est la plus âgée, elle est née deux minutes avant sa sœur. Elles ont 41 ans.
Elles travaillent au Département des véhicules motorisés (DMV) et vouent une haine farouche à leur beau-frère Homer. Leur série télévisée préférée est MacGyver, dont il ne faut pas dire de mal devant elles. Dans un épisode, elles enlèvent d'ailleurs Richard Dean Anderson, l'acteur qui joue le rôle de leur héros favori.

## Personnages

### Différences
Sans indications précises, on les confond. Afin de mieux reconnaître Patty et Selma, voici un tableau :
| Détails            | Selma         | Patty                   |
| ------------------ | ------------- | ----------------------- |
| Robe               | Bleue         | Rose / Violet           |
| Perles du collier  | Ovales/orange | Rondes/ turquoise       |
| Boucles d'oreilles | Ronde/orange  | Triangulaires/turquoise |
| Cheveux            | Raie          | En boule                |

Un bon moyen de les reconnaître est de constater que la coupe de cheveux de Selma forme un « M ». Elle est la seule des deux sœurs à avoir un « M » dans son prénom. Les cheveux de Patty quant à eux forment un « P » lorsque sa tête est tournée vers la gauche.

### Personnalités
Malgré leur identité gémellaire parfaite, Patty et Selma Bouvier ont eu des destinées bien différentes dans leur vie sentimentale. Patty a eu une fois une brève aventure avec Seymour Skinner, alors que Selma s'est mariée six fois :
son nom complet est Selma Bouvier Terwilliger Hutz McClure Stu Simpson D'Amico, en raison de ses mariages successifs avec Tahiti Bob, Lionel Hutz,  Troy McClure, Disco Stu, Abraham Simpson et Gros Tony. Cependant, bien qu'elle l'ignore au début, son mariage avec Gros Tony était un faux : en effet, Selma était la maîtresse de Gros Tony. Le premier, le troisième, l'avant dernier et le dernier de ces mariages font l'objet d'épisodes (La Veuve noire, Un poisson nommé Selma, Mariage plus vieux, mariage heureux, La Vraie Femme de Gros Tony). Le deuxième n'est qu'évoqué dans l'épisode J'y suis, j'y reste. Par ailleurs, dans l'épisode Mariage à tout prix, on apprend également qu'elle a épousé ensuite Disco Stu, mais qu'ils ont obtenu l'annulation de leur mariage. Ceci est confirmé dans l'épisode Mariage plus vieux, mariage heureux, où une banderole recense les prénoms de tous ses maris. On voit d'ailleurs sur celle-ci deux fois le nom de Bob, ce qui n'est pas expliqué à ce jour. Elle a aussi eu une aventure avec Artie Ziff dans l'épisode où ce dernier va en prison. Dans l'épisode Un prince à New-Orge, elle a une relation avec un immigré, ancien habitant d'Ogdenville.
À la différence de Marge, Patty a choisi la vie de célibat tandis que Selma reste célibataire malgré elle. Certains épisodes laissent à supposer que Patty est lesbienne, et cette supposition est confirmée à la saison 16 (dans Mariage à tout prix), à la saison 17 épisode 15 Échange d'épouses elle est avec la femme de Charles qui est devenu lesbienne à cause de la haine qu'elles ont pour Homer, à la saison 18 (dans Mariage plus vieux, mariage heureux) où on la voit fantasmer sur Edna Krapabelle. Toutefois, dans la saison 2, elle est sur le point d'épouser Seymour Skinner ; mais déjà là, on apprend qu'elle a horreur que des hommes la touchent. Également dans l'épisode Simpson Horror Show III (dans la première partie de l'épisode), elle confie à Selma et Marge en voyant Homer courir nu que si elle avait des penchants hétérosexuels, elle les aurait perdus.
Selma a emmené une fois les enfants Simpson au parc Duffland (Duff Gardens). Ce fut une sortie catastrophique ; Bart a malmené quelques automates et Lisa est partie dans un trip psychédélique après avoir bu une eau suspecte. Selma a donc renoncé à avoir des enfants et a décidé de s'occuper de Jujube, l'iguane de feue sa tante Gladys. Néanmoins, dans l'épisode Bébé nem, Selma revient sur cette décision et adopte Ling, une petite Chinoise. 
Patty serait aussi une militante démocrate, comme le suggère l'épisode Un pour tous, tous pour Wiggum où elle assiste à une réunion du parti.

## Anecdotes
On apprend dans l'épisode Le Bleu et le Gris que leurs cheveux sont décolorés à cause de la fumée et de la cendre des cigarettes. Elles n'ont qu'à les secouer pour faire apparaître leur vraie couleur (bruns pour Patty et blonds pour Selma). Cela contredit pourtant les nombreux souvenirs d'enfance où l'on voit clairement qu'elles ont toujours eu les cheveux gris.